# Euphorbia adenoptera
Euphorbia adenoptera är en törelväxtart som beskrevs av Antonio Bertoloni. Euphorbia adenoptera ingår i släktet törlar, och familjen törelväxter.

## Underarter
Arten delas in i följande underarter:
- E. a. adenoptera
- E. a. canescens